# Enver Bukić
Enver Bukić [énver búkić], slovenski šahist, * 2. december 1937, Banja Luka, † februar 2017, Ljubljana.
Bukić je leta 1964 prejel naziv FIDE mednarodnega šahovskega mojstra, 1976 pa naziv šahovskega velemojstra.
Bil je član študentske reprezentance Jugoslavije, ki je na Olimpijadi v Budvi leta 1963 osvojila srebrno medaljo.
Od leta 1991 živi v Ljubljani, rojstnem mestu žene Vere Križišnik Bukić, zgodovinarke.

## Turnirji
- Šahovsko prvenstvo Jugoslavije:

- 2. mesto , Kraljevo 1967
- 4. mesto , Travnik 1969
- 4. mesto ,  Umag 1972
- 2. mesto , Poreč 1974
- 5. mesto , Novi Sad 1975
- 2. mesto,  Bor 1976